# تيبور ر ماشان
تيبور ر ماشان (بالإنجليزية: Tibor R. Machan)‏ (و. 1939 – 2016 م) هو فيلسوف، وبروفيسور (أستاذ جامعي) من الولايات المتحدة الأمريكية ولد في بودابست.

## التعليم
تعلم في جامعة نيويورك. وتحصل على شهائد جامعية دكتوراه